# Hastings (Minnesota)
Hastings település az Amerikai Egyesült Államok Minnesota államában, Dakota megyében, melynek megyeszékhelye is. Lakosainak száma 22 154 fő (2020. április 1.).

## Népesség
A település népességének változása:

| 2010 | 22 172 |
| 2020 | 22 154 |